# Ralph Siegel
Ralph Siegel (født 30. september 1945 i München) er en tysk sangskriver. Han er bedst kendt i sammenhæng med Eurovision Song Contest, hvortil han har skrevet 23 deltagende sange, ofte i samarbejde med Bernd Meinunger, og er dermed den mest deltagende. Han har kun vundet med én sang, da Nicole sang Ein bißchen Frieden til sejr i 1982.
| Deltagelser i Eurovision Song Contest |            |                              |                                                                                    |           |
| År                                    | Land       | Sang                         | Artist                                                                             | Plads     |
| 1974                                  | Luxembourg | "Bye Bye, I Love You"        | Ireen Sheer                                                                        | 4         |
| 1976                                  | Tyskland   | "Sing Sang Song"             | Les Humphries Singers                                                              | 15        |
| 1979                                  | Tyskland   | "Dschinghis Khan"            | Dschinghis Khan                                                                    | 4         |
| 1980                                  | Tyskland   | "Theater"                    | Katja Ebstein                                                                      | 2         |
| 1980                                  | Luxembourg | "Le papa pingouin"           | Sophie & Magaly                                                                    | 9         |
| 1981                                  | Tyskland   | "Johnny Blue"                | Lena Valaitis                                                                      | 2         |
| 1982                                  | Tyskland   | "Ein bißchen Frieden"        | Nicole                                                                             | 1         |
| 1985                                  | Luxembourg | "Children, Kinder, Enfants"  | Margo, Franck Olivier, Diane Solomon, Ireen Sheer, Malcolm Roberts & Chris Roberts | 13        |
| 1987                                  | Tyskland   | "Laß die Sonne in dein Herz" | Wind                                                                               | 2         |
| 1988                                  | Tyskland   | "Lied für einen Freund"      | Maxi & Chris Garden                                                                | 14        |
| 1990                                  | Tyskland   | "Frei zu leben"              | Chris Kempers & Daniel Kovac                                                       | 9         |
| 1992                                  | Tyskland   | "Träume sind für alle da"    | Wind                                                                               | 16        |
| 1994                                  | Tyskland   | "Wir geben 'ne Party"        | MeKaDo                                                                             | 3         |
| 1997                                  | Tyskland   | "Zeit"                       | Bianca Shomburg                                                                    | 18        |
| 1999                                  | Tyskland   | "Reise nach Jerusalem"       | Sürpriz                                                                            | 3         |
| 2002                                  | Tyskland   | "I Can't Live Without Music" | Corinna May                                                                        | 21        |
| 2003                                  | Tyskland   | "Let's Get Happy"            | Lou                                                                                | 11        |
| 2006                                  | Schweiz    | "If We All Give A Little"    | six4one                                                                            | 17        |
| 2009                                  | Montenegro | "Just Get Out Of My Life"    | Andrea Demirović                                                                   | 11 (semi) |
| 2012                                  | San Marino | "The Social Network Song"    | Valentina Monetta                                                                  | 14 (semi) |
| 2013                                  | San Marino | "Crisalide (Vola)"           | Valentina Monetta                                                                  | 11 (semi) |
| 2014                                  | San Marino | "Maybe"                      | Valentina Monetta                                                                  | 24        |
| 2015                                  | San Marino | "Chain of Lights"            | Anita Simoncini & Michele Perniola                                                 | 16 (semi) |